# Tossicità dell'ossigeno
La tossicità dell'ossigeno sul corpo umano, i cui sintomi emergono in caso di iperossiemia, è stata studiata a lungo dalla medicina iperbarica per via delle sue implicazioni sulle terapie iperbariche e sulle immersioni subacquee, specie ad alta profondità o con miscele respiratorie arricchite in ossigeno come il nitrox.

## Storia

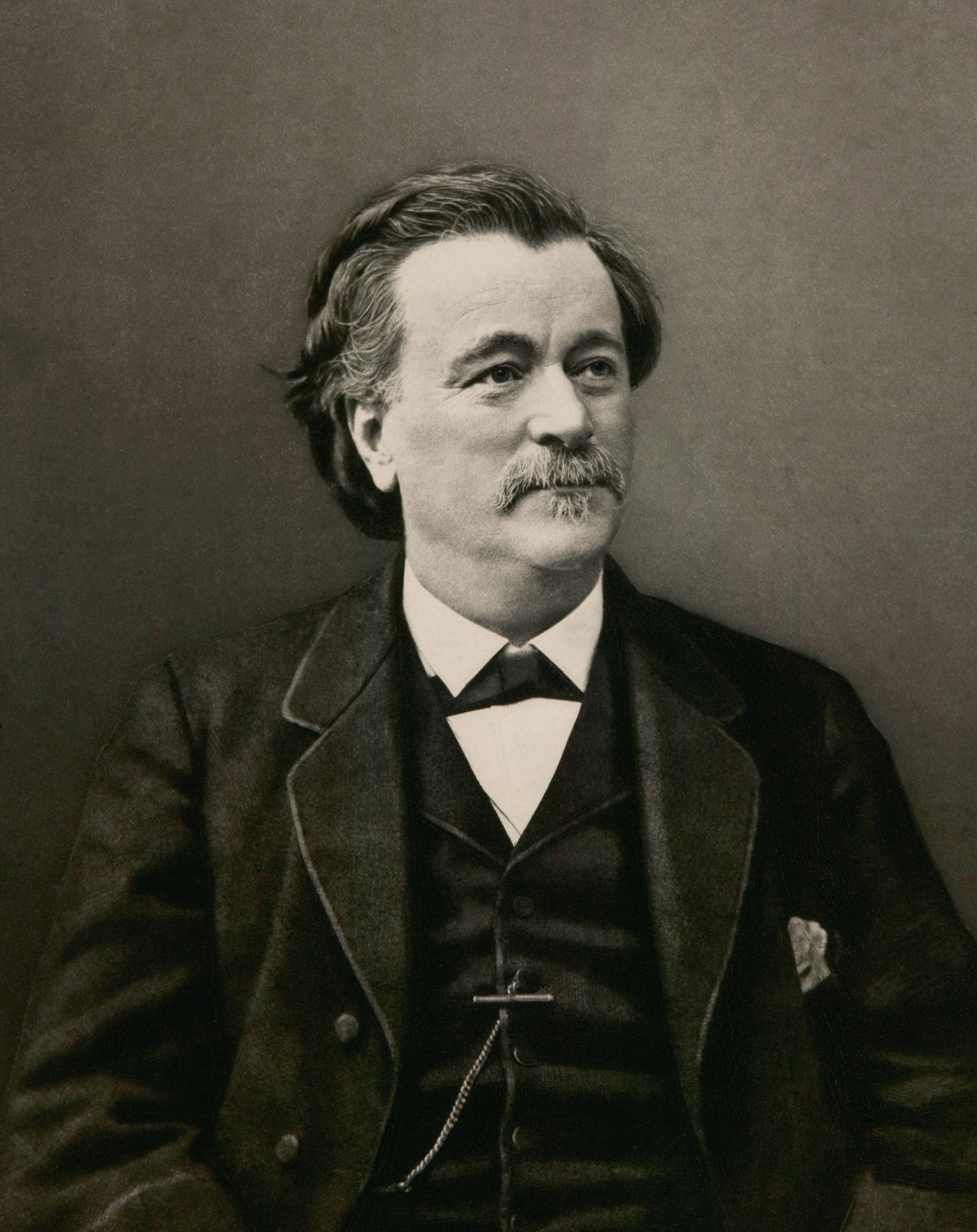
Paul Bert

Il primo a descrivere la tossicità dell'ossigeno fu nel 1878 il fisiologo francese Paul Bert. Infatti egli dimostrò che l'ossigeno ad alte concentrazioni è tossico per molte forme di vita.

## Clinica

### Eziologia
L'esposizione prolungata a pressioni parziali di ossigeno superiori alla norma o esposizioni più brevi a pressioni parziali molto elevate possono causare danni ossidativi alle membrane cellulari, portando al collasso dei polmoni negli alveoli. Gli effetti polmonari possono manifestarsi già entro 24 ore dalla respirazione di ossigeno puro. I sintomi includono dolore pleurico al petto, sensazione di pesantezza sotto lo sterno, tosse e dispnea secondaria a tracheobronchite e atelecasi assorbitiva, che può portare ad edema polmonare. Tipicamente, i sintomi polmonari si attenuano circa 4 ore dopo la cessazione dell'esposizione nella maggior parte dei pazienti. Gli effetti sul sistema nervoso centrale (CNS) si manifestano con una serie di sintomi potenziali. I sintomi e i segni precoci sono piuttosto variabili, ma il tremore dei muscoli periorali e piccoli muscoli della mano è una caratteristica piuttosto costante. Se l'esposizione alle pressioni di ossigeno è prolungata, possono svilupparsi acufeni, disforia, nausea e convulsioni generalizzate. La tossicità del CNS è accelerata da fattori come l'aumento della PCO2, lo stress, la fatica e il freddo.

### Epidemiologia
Gli effetti sul sistema nervoso centrale secondari alla tossicità dell'ossigeno sono noti come l'effetto di Bert. Questo può verificarsi con la terapia iperbarica a ossigeno in una correlazione dipendente dalla dose. Il rischio complessivo può essere frequente come 1 su 2000-3000 trattamenti. Tuttavia, questo rischio può essere elevato fino a 1 su 200 a pressioni più elevate (2,8-3,0 volte la pressione atmosferica normale o una atmosfera assoluta (ATA)) e basso come 1 su 10 000 per il trattamento a 2 ATA (aria atmosferica assoluta) o meno. L'incidenza di manifestazione dei sintomi del CNS secondari alla tossicità dell'ossigeno è del 2%, con una frequenza di crisi convulsive dell'0,6%.
Il fenomeno della tossicità polmonare è comunemente indicato come l'effetto di Smith. Questo può verificarsi dopo una prolungata esposizione a un'ossigeno superiore a 0,5 ATA. L'incidenza della manifestazione di sintomi polmonari con la tossicità dell'ossigeno è del 5%. I neonati prematuri sono a rischio distinti per la displasia broncopolmonare e la fibroplasia retrolentale con prolungata esposizione a elevate concentrazioni di ossigeno.
Alcune sostanze chimiche, come l'agente chemioterapico bleomicina, aumentano anche il rischio di tossicità dell'ossigeno.

### Fisiopatologia
I radicali liberi derivati dall'ossigeno sono stati proposti come probabile causa eziologica nello sviluppo della tossicità dell'ossigeno. I radicali liberi vengono generati a causa dei processi ossidoreduttivi mitocondriali e sono indotti anche dalla funzione di enzimi come la xantina/urate ossidasi nei siti extramitocondriali, dalle reazioni di auto-ossidazione e dai fagociti durante l'uccisione batterica. Questi radicali liberi creano perossidazioni lipidiche, specialmente nelle membrane cellulari, sopprimono gli acidi nucleici e la sintesi proteica, e attenuano gli enzimi cellulari. L'esposizione continua a elevate concentrazioni di ossigeno comporta un aumento della produzione di radicali liberi. Ciò potrebbe danneggiare l'epitelio polmonare, inattivare il surfattante, provocare edema intraalveolare, ispessimento interstiziale, fibrosi e alla fine portare all'atelettasia polmonare.

### Istopatologia
La tossicità dell'ossigeno stimola lo sviluppo di cambiamenti istologici nel polmone e questi consistono in edema polmonare, congestione, emorragia intraalveolare e lesioni polmonari. L'esame dei tessuti rivela che l'interruzione del surfactante e le lesioni epiteliali iniziano l'espressione ampliata di citochine che attivano le cellule infiammatorie. Il rilascio aumentato di radicali liberi dell'ossigeno modifica la funzione endoteliale normale. L'esame microscopico ad alta ingrandimento mostra gli alveoli nel polmone riempiti di materiale rosa leggero a leggermente fioccato, tipico dell'edema polmonare e della congestione. I capillari nelle pareti alveolari sono congestionati da numerose cellule rosse del sangue.

### Tossicocinetica
Il 100% di ossigeno può essere tollerato al livello del mare per circa 24-48 ore senza causare danni tissutali gravi. Esposizioni prolungate causano un danneggiamento tissutale definito. Dopo 3-6 ore di esposizione a 2 ATA, si verifica una moderata irritazione carinale durante un'inspirazione profonda, seguita da una grave irritazione carinale con tosse incontrollata dopo 10 ore, e infine si manifestano dolore toracico e dispnea. Nella maggior parte dei pazienti, questi sintomi si attenuano circa 4 ore dopo la cessazione dell'esposizione.

### Segni e sintomi
I sintomi possono includere disorientamento, problemi respiratori e cambiamenti visivi come la miopia e la formazione di cataratta. I segni e i sintomi a livello sistemico includono:

#### Sistema nervoso centrale
- Mal di testa.
- Irritabilità e ansia.
- Vertigini.
- Disorientamento.
- Iperpnea.
- Singhiozzi.
- Brividi di freddo.
- Affaticamento.
- Formicolio agli arti.
- Cambiamenti visivi come sfocatura e visione a tunnel.
- Acufeni e disturbi uditivi.
- Nausea.
- Contrazioni muscolari.
- Crisi tonico-cloniche.

#### Tossicità polmonare
- Sensazione di pizzicore leggero durante l'inalazione.
- Bruciore lieve durante l'inalazione.
- Tosse incontrollabile.
- Emottisi.
- Dispnea.
- Ronchi.
- Febbre.
- Iperemia della mucosa nasale.
- La radiografia del torace mostra infiammazione ed edema polmonare.

#### Occhi
- Nei neonati prematuri, retinopatia della prematurità e fibroplasia retrolentale.
- Edema della retina.
- Formazione di cataratta (esposizione prolungata).

### Diagnosi
I pazienti a rischio di tossicità polmonare da ossigeno dovrebbero essere monitorati per la saturazione di ossigeno e per un aumento del lavoro respiratorio. Possono essere valutati tramite test di funzionalità polmonare e radiografia del torace, che possono mostrare segni di sindrome da distress respiratorio acuto. Allo stesso modo, esami oculari che valutano l'acutezza visiva e cercano l'opacizzazione del cristallino possono essere eseguiti per rilevare precocemente la tossicità dell'ossigeno a livello oculare. La tossicità sul sistema nervoso centrale si manifesta come descritto in precedenza e spesso sarà associata a tachicardia e sudorazione. Interrompere un'esposizione iperbarica quando questi segni sono presenti può prevenire l'insorgenza di crisi convulsive.

### Trattamento
La tossicità dell'ossigeno è gestita riducendo l'esposizione a livelli di ossigeno elevati. La concentrazione di ossigeno più bassa possibile che allevia l'ipossia dei tessuti è ottimale nei pazienti con ARDS e nei neonati scompensati che sono particolarmente a rischio di fibroplasia retrolentale. Le crisi convulsive indotte dall'ossigeno sono autolimitanti e non aumentano la suscettibilità all'epilessia. C'è preoccupazione che le crisi convulsive indotte dall'ossigeno possano causare danni, ma si ritiene che siano benigne e simili alle crisi febbrili nei bambini, dove non è disponibile alcun trattamento specifico.
Per i trattamenti con ossigeno iperbarico, coloro che sono ad alto rischio potrebbero beneficiare di terapia anti-epilettica, pause respiratorie prolungate e pressione di trattamento limitata. Esistono protocolli per evitare l'iperossia in campi in cui l'ossigeno viene respirato a pressioni parziali superiori alla norma. Questo comprende le immersioni subacquee utilizzando gas respiratori compressi, la cura neonatale, la medicina iperbarica e i voli spaziali con equipaggio umano. I protocolli attuali hanno ridotto l'incidenza di crisi convulsive dovute alla tossicità dell'ossigeno, con danni polmonari e oculari che riguardano principalmente la gestione dei neonati prematuri. Le crisi convulsive da tossicità dell'ossigeno durante la terapia iperbarica sono state anche limitate dall'introduzione delle "pause d'aria" (respirazione intermittente di aria durante l'ambiente iperbarico).
I subacquei che effettuano immersioni a profondità elevata richiedono miscele respiratorie che contengano meno del 21% di ossigeno per ridurre il rischio di tossicità. A queste profondità, la miscela viene cambiata da azoto a elio. Le crisi subacquee richiedono un'immediata risalita poiché il rischio di barotrauma polmonare e malattia da decompressione è compensato dal rischio straordinariamente elevato di annegamento fatale.
Il trattamento per la tossicità dell'ossigeno è puramente sintomatico e pertanto, è imperativo monitorare per il riconoscimento precoce della tossicità. Va ricordato che l'arresto improvviso dell'ossigeno all'inizio della tossicità potrebbe, a volte, aggravare i sintomi. L'insorgenza e la velocità di progressione della tossicità dell'ossigeno possono essere influenzate da una varietà di condizioni, procedure e farmaci. L'induzione di enzimi antiossidanti, come la superossido dismutasi, tramite l'esposizione a livelli non letali di iperossia/ipossia isolata o congiuntamente è stata testata con successo negli animali e è in fase di valutazione nell'uomo. Si pensa che ciò possa portare alla progressione della tolleranza all'esposizione successiva all'iperossia. Antiossidanti esogeni, in particolare le vitamine E e C, si sono dimostrati in grado di ridurre la prevalenza della fibroplasia retrolentale nei neonati prematuri in terapia iperossica.

### Diagnosi differenziale
Diverse condizioni possono essere scambiate per tossicità dell'ossigeno. Tipicamente, la diagnosi è clinica e può essere confermata tramite l'analisi dei livelli di ossigeno arterioso. Le seguenti condizioni devono essere escluse durante la valutazione clinica della tossicità dell'ossigeno:
- Narcosi da anidride carbonica
- Avvelenamento da monossido di carbonio
- Iperpnea
- Avvelenamento o ingestione di sostanze tossiche
- Evento cerebrovascolare
- Emicrania
- Disturbo convulsivo
- Infezione
- Sclerosi multipla
- Ipotiroidismo

### Prognosi
Negli adulti, sebbene la tossicità dell'ossigeno al sistema nervoso centrale possa portare a lesioni accidentali, gli studi dimostrano che con la rimozione dell'agente scatenante, non si verificano danni neurologici a lungo termine. I danni dovuti alla tossicità polmonare indotta dall'ossigeno sono reversibili nella maggior parte degli adulti.
Nei neonati che hanno sopravvissuto a un episodio di displasia broncopolmonare, alla fine recupereranno una funzione polmonare quasi normale poiché i polmoni continuano a crescere durante i primi 5-7 anni. Tuttavia, sono probabilmente più vulnerabili alle infezioni respiratorie per il resto della loro vita, e la gravità delle infezioni successive è spesso maggiore rispetto ai loro coetanei.
La retinopatia della prematurità nei neonati si risolve frequentemente senza intervento, e la vista può essere normale negli anni successivi. Quando la malattia è avanzata alle fasi che richiedono un intervento chirurgico, i risultati sono generalmente buoni per il trattamento della retinopatia di stadio 3, ma sono molto peggiori per le fasi successive. Sebbene l'intervento chirurgico abbia solitamente successo nel ripristinare l'anatomia dell'occhio, i danni al sistema nervoso causati dalla progressione della malattia portano a risultati relativamente poveri nel ripristino della visione. La presenza di altre malattie complicanti riduce anche la probabilità di un esito favorevole.

### Complicanze
La tossicità dell'ossigeno può causare una varietà di complicanze che coinvolgono molti sistemi organici. Le complicanze del sistema nervoso centrale includono principalmente crisi convulsive tonico-cloniche e amnesia. Le sequenze polmonari vanno dalla lieve tracheobronchite e atelecasi assorbitiva al danno alveolare diffuso indistinguibile dalla sindrome da distress respiratorio acuto. Le complicanze oculari includono miopia reversibile, formazione ritardata della cataratta e nei bambini, fibroplasia retrolentale. Sono state osservate anche otite media sierosa e osteonecrosi disbarica. Nei pazienti con broncopneumopatia cronica ostruttiva, stato asmatico, debolezza dei muscoli respiratori (ad esempio, da polineurite, poliomielite o miastenia grave) e in coloro che presentano depressione respiratoria centrale da avvelenamento da narcotici, trauma cranico o aumento della tensione intracranica, la tossicità dell'ossigeno può causare narcosi da anidride carbonica secondaria a una perdita del drive ipossico e una diminuzione della ventilazione.